# Sipario

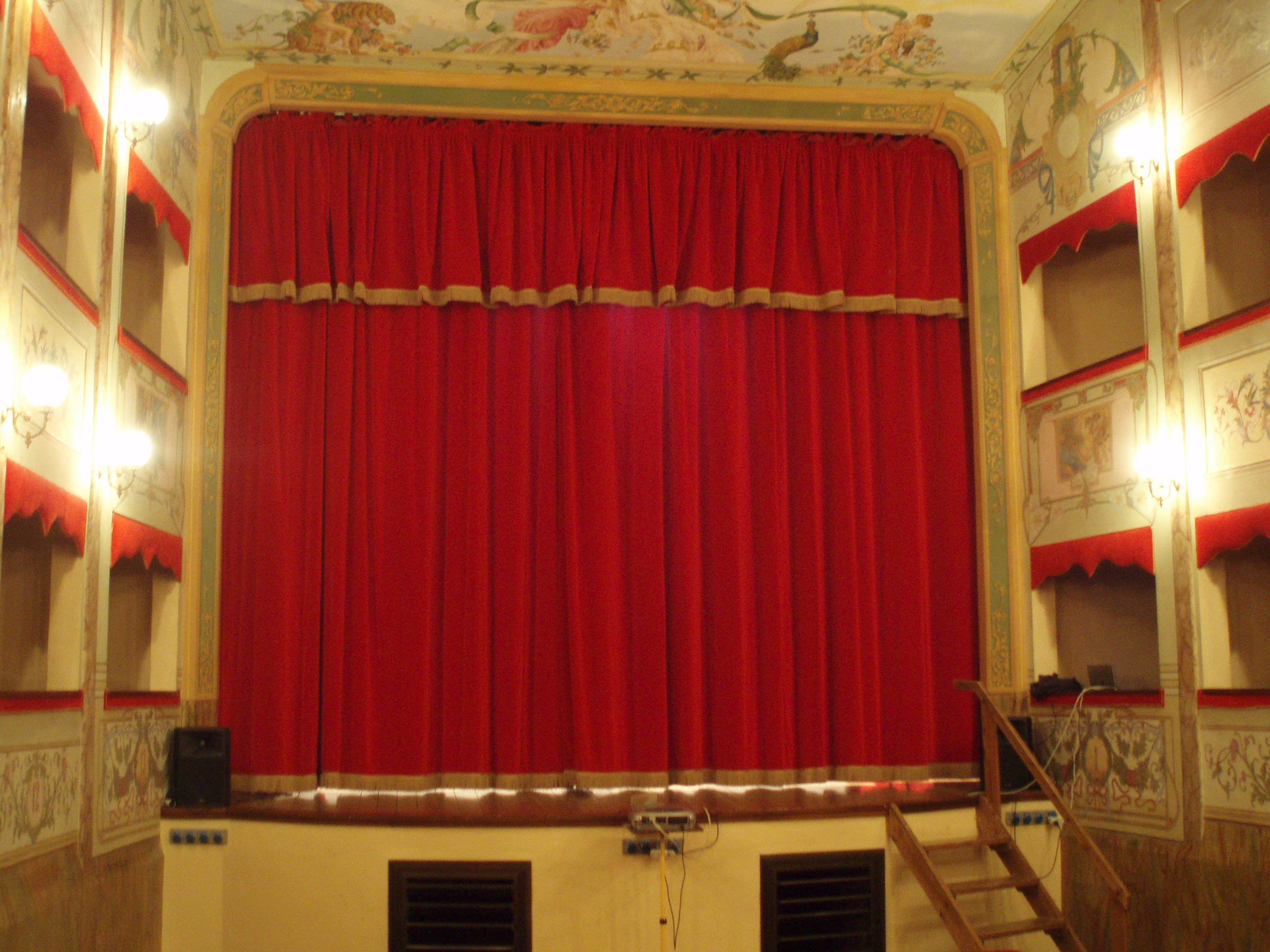
Sipario in velluto del Teatro Mario Tiberini di San Lorenzo in Campo, (PU)

Il sipario di boccascena, o più comunemente sipario, è quel drappo scorrevole che chiude l'arco scenico dividendo il palcoscenico di un teatro dalla sala e dagli spettatori. Spesso è un oggetto artistico decorato con passamanerie e ricami. È sempre di velluto, tessuto molto pesante, poiché una delle sue funzioni è quella di non lasciar passare i rumori e le luci del palcoscenico durante i cambi di scena fra un atto e l'altro. In alto, a rifinire il boccascena in muratura, è montato un panno fisso, detto arlecchino fisso, in velluto drappeggiato, solitamente dello stesso colore del sipario. I sipari più interessanti e belli sono ancora quelli originali del Settecento. Un esempio di sipario/gioiello era quello del Teatro La Fenice di Venezia, andato distrutto nell'incendio del 1996.

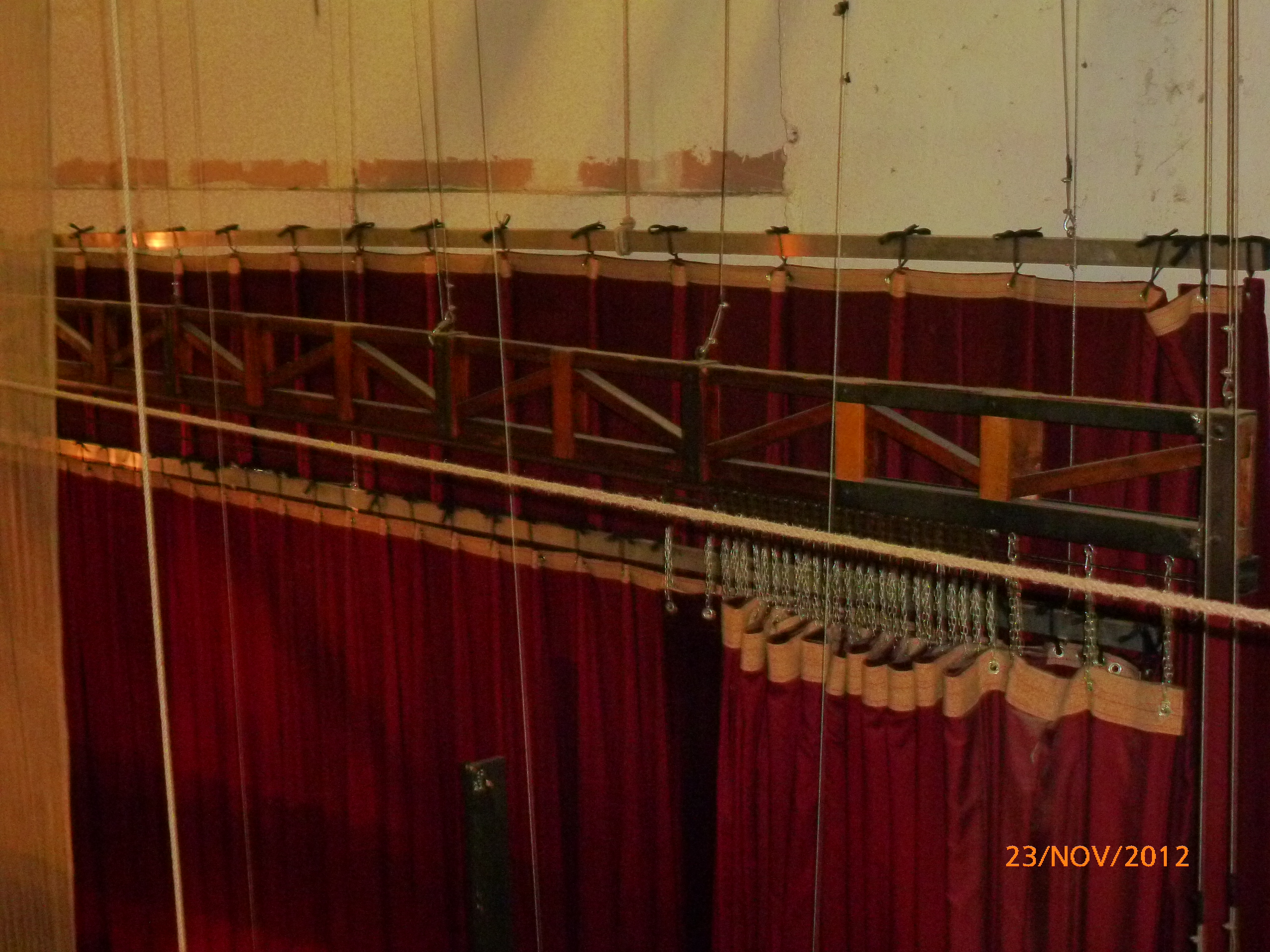
Strada del sipario del Teatro Nuovo "Gian Carlo Menotti" di Spoleto

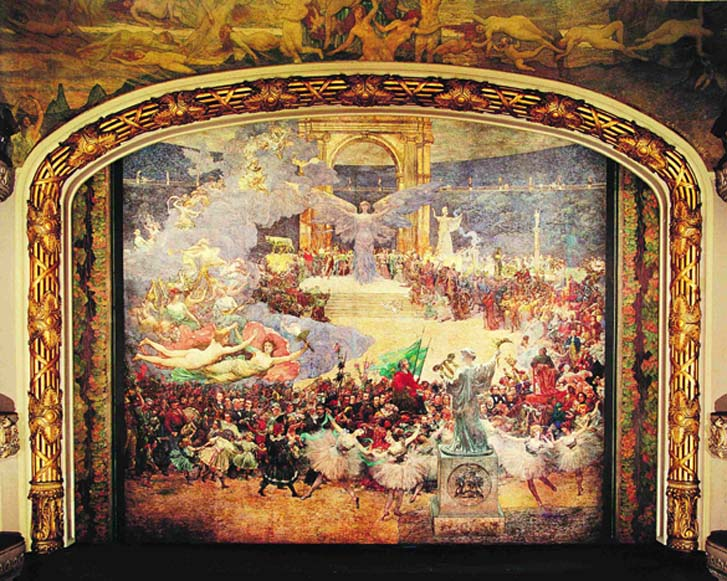
Teatro Municipal (Rio de Janeiro), dipinto di Eliseu Visconti (1908).

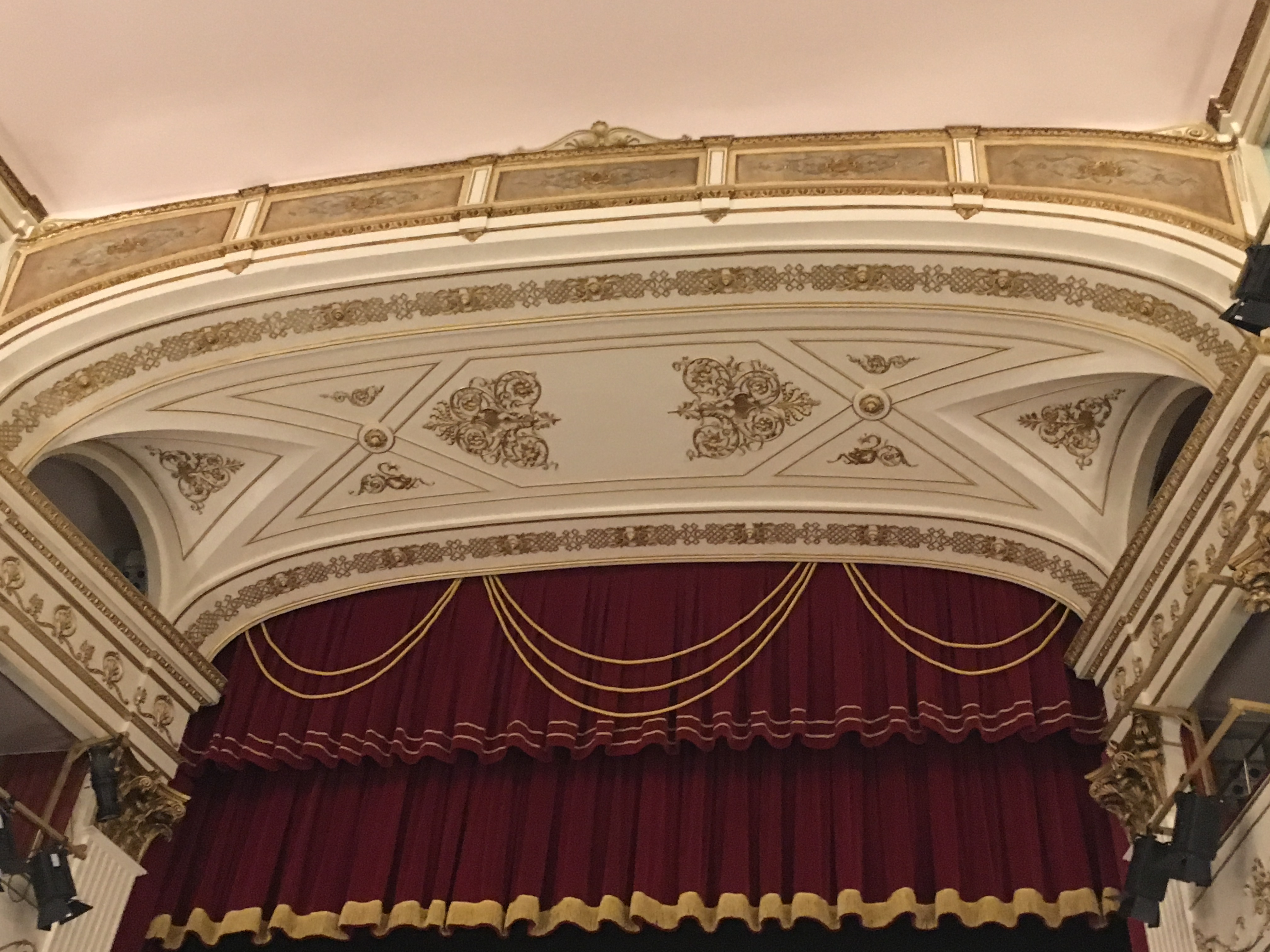
Arlecchino fisso e mobile. Teatro Niccolini (Firenze)

## Tipologie di sipario

### Sipario all'italiana
Si apre dal centro: due corde, partendo dai bordi centrali del velluto ad un'altezza dal basso di 2,00 m e terminando alla sommità, passano attraverso una fila di anelli, fissati saldamente alla stoffa e formanti un semicerchio. Tirando le due corde si alza la stoffa fino a lasciare libero il boccascena mobile. La parte alta è unita ad uno stangone per mezzo di nastri (legature). Per rendere più agevole il movimento del siparista il meccanismo è dotato di contrappeso.

### Sipario alla tedesca
Si alza verticalmente, fino a sparire in soffitta, in un movimento cosiddetto "a ghigliottina". È fermato su di uno stangone a mezzo di corde che si avvolgono attorno ad un tamburo posto in graticcia. Anche questo meccanismo è dotato di contrappeso. Il sistema serve pure ad alzare in soffitta i fondali.

### Sipario alla greca
Si apre al centro e funziona come una doppia tenda di finestra. Il movimento di andata e ritorno è garantito da una corda e da un'unica strada a doppio binario che al centro, per permettere alle due metà del sipario di sormontare, forma un becco d'oca. La strada può essere fissata al muro del boccascena o unita alla graticcia a mezzo di corde metalliche. Questo tipo di sipario è adatto per i piccoli teatri, per i teatri senza graticcia, o che hanno il soffitto basso.

### Sipario alla francese
Usa i movimenti del sipario all'italiana, per l'apertura, e del sipario alla tedesca, per il sollevamento da terra. I due movimenti, più veloce all'italiana, più lento alla tedesca, sono sincronizzati da un comando unico a mezzo dei diametri del tamburo posto in graticcia.

### Velario o Comodino
Nel Settecento-Ottocento, oltre al sipario di velluto, era in uso un secondo sipario detto velario o comodino che si apriva in due metà o calava a ghigliottina sul palcoscenico. Questo elemento, costituito da una tela rigida, spesso era dipinto a scene allegoriche o storiche ed aveva una funzione anche decorativa.

### Sipario di ferro
Anche chiamato tagliafuoco. Per isolare la sala dal palcoscenico in caso di incendio, vicino al boccascena in muratura, viene installato il sipario di ferro, una grande saracinesca in ferro montata su due guide laterali, è contrappesata, sale scende senza piegarsi, azionata elettricamente. In mancanza di corrente viene liberata da un fermo, abbassandosi, chiude perfettamente l'arco scenico. È obbligatorio per legge nei teatri con capienza superiore ai 1000 spettatori.
Molti sipari attualmente sono azionati elettricamente.

## Realizzazione dei sipari
La realizzazione dei sipari in velluto è un'opera di alto artigianato artistico, che presuppone conoscenza del mondo teatrale e delle antiche tecniche di tappezzeria verticale e di confezionamento tessile. In Italia esistono delle tappezzerie teatrali, come Italteatri, Peroni e Operapulia, che sono specializzate nella confezione di questo prodotto, che rappresenta l'anima stessa del teatro.